# Râul Rudi
Râul Rudi este un curs de apă, afluent al râului Galben.

## Hărți
- Harta Munților Parâng [nefuncțională – arhivă]